# New York Knicks 1953-1954
La stagione 1953-54 dei New York Knicks fu l'8ª nella NBA per la franchigia.
I New York Knicks vinsero la Eastern Division con un record di 44-28. Nel primo turno di play-off, disputato con Syracuse Nationals e Boston Celtics in un girone all'italiana, persero tutte e quattro le partite, non qualificandosi per il turno successivo.

## Roster
| N° | Naz.                   | Ruolo | Sportivo         | Anno | Alt. | Peso |
| -- | ---------------------- | ----- | ---------------- | ---- | ---- | ---- |
|    | Stati Uniti (bandiera) | A     | Joe Smyth        | 1929 | 193  | 98   |
| 3  | Stati Uniti (bandiera) | G     | Don Ackerman     | 1930 | 183  | 83   |
| 4  | Stati Uniti (bandiera) | GA    | Carl Braun       | 1927 | 196  | 82   |
| 8  | Stati Uniti (bandiera) | AC    | Nat Clifton      | 1922 | 198  | 100  |
| 9  | Canada (bandiera)      | GA    | Ernie Vandeweghe | 1928 | 191  | 88   |
| 10 | Stati Uniti (bandiera) | GA    | Jim Baechtold    | 1927 | 193  | 93   |
| 11 | Stati Uniti (bandiera) | AC    | Harry Gallatin   | 1927 | 198  | 95   |
| 12 | Stati Uniti (bandiera) | A     | Vince Boryla     | 1927 | 196  | 95   |
| 14 | Stati Uniti (bandiera) | A     | Ed Smith         | 1929 | 198  | 82   |
| 15 | Stati Uniti (bandiera) | G     | Dick McGuire     | 1926 | 183  | 82   |
| 16 | Stati Uniti (bandiera) | A     | Al McGuire       | 1928 | 188  | 82   |
| 17 | Stati Uniti (bandiera) | A     | Fred Schaus      | 1925 | 196  | 93   |
| 18 | Stati Uniti (bandiera) | AC    | Connie Simmons   | 1925 | 203  | 101  |

## Staff tecnico
- Allenatore: Joe Lapchick